# Supersonic and Demonic Relics
Supersonic and Demonic Relics é a terceira coletânea musical da banda norte-americana Mötley Crüe, de heavy metal. Supersonic and Demonic Relics foi lançado em 29 de Junho de 1999 pela gravadora oficial da banda e possui 15 faixas.

## Faixas
1. "Teaser
2. "Primal Scream"
3. "Sinners and Saints"
4. "Monsterous"
5. "Say Yeah"
6. "Planet Boom"
7. "Bittersuite"
8. "Father"
9. "Anarchy in the U.K."
10. "So Good, So Bad"
11. "Hooligan's Holiday"
12. "Rock 'N' Roll Junkie"
13. "Angela"
14. "Mood Ring"
15. "Dr. Feelgood" [ao vivo]